# 重大科学问题和工程技术难题
中国科协重大科学问题和工程技术难题是2018年以来，中国科学技术协会每年年中整理发布的“对科学发展具有导向作用、对技术和产业创新具有关键作用”的前沿科学问题和工程技术难题，至2020年，有100个问题入选，2021年起又增加了“产业技术问题”。

## 2018年
2018年中国科协了60个重大重大科学问题和工程技术难题，分为12个领域：
- 地球科学领域

1. 超高精度量子惯性导航（英语：Quantum compass）--中国测绘地理信息学会
2. 空间天气的及时准确预报--中国空间科学学会
3. 岩石圈构造应力场及其作用过程--中国岩石力学与工程学会

- 公共安全领域

1. 煤矿重特大灾害智能报警方法与技术--中国煤炭学会
2. 工程结构安全的长期智能监测预警技术--中国建筑学会
3. 城市交通基础设施智能协同运营技术--中国土木工程学会

- 交通运输领域

1. 基于北斗卫星和5G通信技术的新型高速铁路列车运行控制技术--中国铁道学会
2. 高原高寒冻土地区高速铁路与公路修建关键技术--中国铁道学会
3. 跨深大海峡（悬浮隧道）关键技术--中国建筑学会
4. 面向未来交通的路网全感知技术--中国公路学会
5. 时速1000公里及以上低真空管道运输高速磁悬浮铁路建造关键技术--中国铁道学会
6. 未来城市地下交通及物流系统--中国公路学会

- 空天科技领域

1. 航天运输技术难题--中国宇航学会
2. 飞机级系统框架设计及仿真技术--中国航空学会
3. 面向工程应用的高精度动态测量--中国航空学会

- 能源环境领域

1. 高效长寿命低成本电化学电力储能技术--中国电机工程学会
2. 海洋生态系统储碳与全球变化--中国生态学学会
3. 脆弱生境生物多样性的维持机制--中国生态学学会
4. 高水平放射性废物安全处置--中国核学会
5. 绿色安全高效的低成本制氢技术（英语：Hydrogen production）--中国化工学会
6. 川藏铁路建设难点--中国岩石力学与工程学会
7. 未来全球能源互联网（英语：Global Energy Interconnection）的关键技术--中国电机工程学会

- 农业科技领域

1. 绿色农药创新研究和原创性靶标的发现--中国植物保护学会
2. 固态有机废弃物生物转化及其资源梯级利用--中国化工学会

- 生命科学领域

1. 基于核酸物质的基因精准调控与医药技术--中国生物物理学会
2. 植物工廠人工环境条件下植物的生长发育调控--中国园艺学会
3. 细胞命运决定机制的研究--中国细胞生物学学会
4. 遗传信息的结构编码——纳米尺度遗传信息动态结构解析--中国生物物理学会
5. 人类智能（英语：Human_intelligence）的基因调控机理--中国人工智能学会
6. 全球变化对动物的影响及应对--国际动物学会
7. 植物对逆境的记忆功能与进化--中国植物生理与植物分子生物学学会
8. DNA存储技术--中国遗传学会
9. 意识读取的前沿问题和关键技术--中国认知科学学会

- 数理化基础学科领域

1. 记忆的物理化学基础--中国化学会
2. 单分子化学反应动态过程的可视化--中国化学会
3. 超临界场强的量子电动力学效应--中国核学会
4. 宇宙中重元素的起源--中国核学会
5. 极端条件下的可控燃烧--中国工程热物理学会

- 先进材料领域

1. 高性能热电材料--中国电机工程学会
2. 纳米纤维产业化生产关键技术--中国纺织工程学会
3. 核能系统高安全结构材料--中国核学会
4. 高活性可见光催化材料--中国科协先进材料学会联合体
5. 人工智能技术与新型智能复合材料的深度融合--中国复合材料学会

- 信息科技领域

1. 类脑计算（英语：Neuromorphic engineering）--人工智能学会
2. 新一代认知物联网关键技术研究
3. 抗量子密码算法技术--中国密码学会
4. 大规模共享无人载运工具的协同智动管控仿真--中国仿真学会
5. 工业互联网中数据集成和边缘处理技术--中国科协智能制造学会联合体
6. 人与机器的情感交互--中国仿真学会

- 医学健康领域

1. 肿瘤转移机制与抗肿瘤转移新药研发--中国抗癌协会
2. 老年性痴呆的机制解析及诊治难点--中国病理生理学会
3. 精神疾病的新型治疗方法--中国心理学会
4. 免疫微环境分子分型及免疫治疗耐药机制--中国抗癌协会

- 智能制造领域

1. 人机共融（The fusion of man and machine）关键技术--中国科协智能制造学会联合体
2. 微腔中的力光电子传感--中国仪器仪表学会
3. 高性能动力电池研发技术--中国汽车工程学会
4. 新一代智能制造系统
5. 基于多源信息融合的大型复杂系统健康状态监测与评估--中国机械工程学会
6. 人工智能在智能驾驶工程技术开发中的应用研究--中国汽车工程学会
7. 先进微纳机器人技术--中国机械工程学会

## 2019年
2019年评选出的20个重大科学问题和工程技术难题如下：
1. 暗物质是种能探测到的基本粒子吗?
2. 对激光核聚变新途径的探索
3. 单原子催化剂的催化反应机理
4. 高能量密度动力电池材料电化学
5. 情绪意识的产生根源
6. 细胞器之间的相互作用
7. 单细胞多组学技术
8. 废弃物资源生态安全利用技术集成
9. 全智能化植物工厂关键技术难题
10. 近地小天体调查、防御与开发问题
11. 大地震机制及其物理预测方法
12. 原创药物靶标发现的新途径与新方法
13. 中医药临床疗效评价创新方法与技术
14. 人工智能系统的智能生成机理
15. 氢燃料电池动力系统
16. 可再生合成燃料
17. 绿色超声速民机设计技术
18. 重复使用航天运输系统设计与评估技术
19. 千米级深竖井全断面掘进技术
20. 海洋天然气水合物和油气一体化勘探开发机理和关键工程技术

## 2020年
| 2020年的十个前沿科学问题为： 1. 冠状病毒跨物种传播的生态学机制是什么？ 2. 引力波将如何揭示宇宙奥秘？ 3. 地球物质是如何演化与循环的？ 4. 第五代核能系统会是什么样子？ 5. 特种能场辅助制造的科学原理是什么？ 6. 数字交通基础设施如何推动自动驾驶与车路协同发展？ 7. 调节人体免疫功能的中医药机制是什么？ 8. 植物无融合生殖的生物学基础是什么？ 9. 如何优化变化环境下我国水资源承载力，实现健康的区域水平衡状态？ 10. 如何建立虚拟孪生理论和技术基础并开展示范应用？ | 十个工程技术难题为： 1. 如何开发新型免疫细胞在肿瘤治疗中的新途径与新技术？ 2. 水平起降组合动力运载器一体化设计为何成为空天技术新焦点？ 3. 如何实现农业重大入侵生物的前瞻性风险预警和实时控制？ 4. 信息化条件下国家关键基础设施如何防范重大电磁威胁？ 5. 硅光技术能否促成光电子和微电子的融合？ 6. 如何解决集成电路制造工艺中缺陷在线检测难题？ 7. 无人车如何实现在卫星不可用条件下的高精度智能导航？ 8. 如何在可再生能源规模化电解水制氢生产中实现“大规模”“低能耗”“高稳定性”三者的统一？ 9. 如何突破进藏高速公路智能建造及工程健康保障技术？ 10. 如何突破光刻技术难题？ |

## 2021年
2021年中国科协又增加了十个“产业技术问题”。
| 2021年的十个前沿科学问题为： 1. 如何突破大尺寸晶体材料的制备理论和技术？ 2. 纳米尺度下高效催化反应的作用机制是什么？ 3. 农作物基因到表型的环境调控网络是什么？ 4. 中微子质量和宇宙物质-反物质不对称的起源是什么？ 5. 地球以外有统一的时间规则吗？ 6. 大脑中的记忆是如何产生和重现的？ 7. 以新能源为主体的新型电力系统路径优化和稳定机理是什么？ 8. 铝合金超低温变形双增效应的物理机制是什么？ 9. 如何揭示板块运动动力机制? 10. “亚洲水塔”失衡失稳对青藏高原河流水系的影响如何？ | 2021年的十个工程技术难题为： 1. 如何高效利用农业微生物种质资源？ 2. 如何解决三维半导体芯片中纳米结构测量难题？ 3. 如何开发比能量倍增的全固态二次电池？ 4. 如何发展中国自主超高分辨率立体测图卫星关键技术？ 5. 如何利用人工智能实现医疗影像多病种识别并进行辅助诊疗？ 6. 如何突破深远海航行装备制造与安全保障工程技术难点？ 7. 如何创建5G+三早全周期健康管理系统？ 8. 如何通过重要生态系统修复工程构建精准高效的生态保护网络和恢复生物多样性？ 9. 如何构建中国生态系统碳汇扩增的技术体系？ 10. 如何制造桌面级的微小型反应堆电池？ | 2021年的十个产业技术问题为： 1. 如何实现面向大规模集成光芯片的精准光子集成？ 2. 如何开发针对老龄化疾病的医用人工植入材料？ 3. 如何开发融合软体机器人与智能影控集成技术的腔道手术机器人产品？ 4. 如何开发大规模低能耗液氢技术和长距离绿氢储运技术？ 5. 如何解决中国航空发动机短舱关键技术问题？ 6. 如何突破耕地重金属的靶向快速经济安全减污技术？ 7. 如何利用风光水（風力、太陽能、水力）加快实现“碳中和”目标？ 8. 如何攻克漂浮式海上风电关键技术研发与工程示范难题? 9. 如何制备高洁净高均质超细晶高端轴承钢材料？ 10. 如何发展与5G/6G融合的卫星互联网络通信技术？ |

## 2022年
2022年的重大科学问题、工程技术难题和产业技术问题：
| 10个前沿科学问题为： 1. 如何早期诊断无症状期阿尔茨海默病？ 2. 如何实现可信可靠可解释人工智能技术路线和方案？ 3. 如何实现原子尺度精准制备和结构调控构建未来信息功能器件？ 4. 新污染物治理面临何种问题和挑战？ 5. 如何实现自动、智能、精准的化学合成？ 6. 如何整合多组学对生物的复杂性状进行研究？ 7. 能否实现材料表面原子尺度可控去除？ 8. 如何全方位精准评价城市综合交通系统及基础设施韧性？ 9. 宇宙中的黑洞是如何形成和演化的？ 10. 制约海水提铀的关键科学问题是什么？ | 10个工程技术难题为： 1. 如何突破我国深远海养殖设施的关键技术？ 2. 如何实现我国煤矿超大量三废（固、液、气）低成本地质封存及生态环境协同发展？ 3. 如何创建心源性休克的综合救治体系？ 4. 如何实现全固态锂金属电池的工程化应用？ 5. 如何实现高精密复杂硬曲面随形电路？ 6. 如何突破高原极复杂地质超长深埋隧道安全建造与性能保持技术难题？ 7. 如何解决高温跨介质的热/力/化学耦合建模与表征难题？ 8. 如何从低品位含氦天然气中提取氦气？ 9. 如何利用遥感科技对地球健康开展有效诊断、识别与评估？ 10. 如何实现极大口径星载天线在轨展开、组装及建造？ | 10个产业技术问题为： 1. 如何建立细胞和基因疗法的临床转化治疗体系？ 2. 如何实现存算一体芯片工程化和产业化？ 3. 碳中和背景下如何实现火电行业的低碳发展？ 4. 如何通过标准化设计，自动化生产，机器人施工和装配式建造系统性解决建筑工业化和高能耗问题？ 5. 如何发展自主可控的工业设计软件？ 6. 如何利用多源数据实现农作物病虫害精准预报？ 7. 如何采用非石油原料高效、安全地合成己二腈？ 8. 小麦茎基腐病近年为什么会在我国小麦主产区暴发成灾，如何进行科学有效地防控？ 9. 如何研制大型可变速抽水蓄能机组？ 10. 如何突破满足高端应用领域需求的高品质对位芳纶国产化卡脖子技术？ |

## 2023年
2023年的重大科学问题、工程技术难题和产业技术问题：
| 10个前沿科学问题： 1. 如何实现低能耗人工智能？ 2. 如何实现飞行器在上层大气层机动飞行？ 3. 利用新型符合测量方式能否搜寻磁单极子和轴子暗物质的存在？ 4. 非线性效应会随尺度变化吗？ 5. 影响高性能纤维发展的基础科学问题是什么？ 6. 全球气候变化背景下作物如何适应土壤环境？ 7. 现代陆地生态系统是如何起源的？ 8. 生殖衰老的触发及延迟机制是什么？ 9. 如何实现可控核聚变的稳态燃烧？ 10. 如何探明更高速度轮轨系统耦合机理及能量场分布特征？ | 9个工程技术难题： 1. 如何实现在原子、电子本征尺度上的微观动力学实时、实空间成像？ 2. 如何解决稀土基体中痕量杂质的高效分离难题，突破高纯稀土材料工程化制备技术及装备？ 3. 适用于新型电力系统的长周期储能方式是什么？ 4. 如何实现大田作物绿色优质丰产无人化栽培技术？ 5. 如何突破多灾种驱动作用下艰险山区国家重大铁路超高宽幅站场路基长期风险评估与性能保持技术难题？ 6. 如何突破新能源废料清洁高值化利用？ 7. 如何突破低铂、低成本车用燃料电池电堆关键技术？ 8. 如何实现核动力载人火星探测的快速往返？ 9. 如何将脑机接口技术应用到临床医疗中？ | 10个产业技术问题： 1. 如何突破碳纤维复合材料在我国未来超高速轨道交通车辆装备的应用？ 2. 如何发挥我国信息通信产业优势，快速实现芯粒（Chiplet）技术和产业突破？ 3. 石油基炭材料高端化技术如何发展？ 4. 如何通过柔性薄膜技术实现星载轻质可展开阵列天线？ 5. 如何实现生殖干细胞精准移植技术在养殖鱼类单性种质创制中的广泛应用？ 6. 梯级水库群如何实现汛限水位联合优化调控？ 7. 如何高值利用有机污染化工废盐，推动化工产业高质量发展？ 8. 如何在沙漠戈壁荒漠地区构建千万千瓦级新能源基地并实现安全稳定送出？ 9. 如何发展面向高性能和低成本产业升级的自主可控SoC芯片？ 10. 如何实现冲击地压煤层智能安全高效开采？ |